# Rethusus fulvescens
Rethusus fulvescens es una especie de coleóptero de la familia Latridiidae.

## Distribución geográfica
Habita en Nueva Zelanda.